# Окуневка (приток Ульяновки)
Окуневка (устар. Драугуппе, Драугуп; нем. Schluchtbach, до 1938 года — нем. Draugupp, Draugup) — река в Калининградской области России. Течёт по территории Краснознаменского и Гусевского районов. Правый приток нижнего течения Ульяновки.
Длина реки — 20 км, площадь водосборного бассейна — 61 км².
Устье реки находится в 10 км от устья реки Ульяновка по правому берегу на высоте 28 м над уровнем моря.
В среднем течении принимает справа Веснянку (устар. Куссуппе).

## Данные водного реестра
По данным государственного водного реестра России относится к Балтийскому бассейновому округу, водохозяйственный участок реки — Преголя. Относится к речному бассейну реки Неман и рекам бассейна Балтийского моря (российская часть в Калининградской области).
Код объекта в государственном водном реестре — 01010000212104300009989.